# Suctobelbila squamosa
Suctobelbila squamosa är en kvalsterart som först beskrevs av Hammer 1961.  Suctobelbila squamosa ingår i släktet Suctobelbila och familjen Suctobelbidae. Inga underarter finns listade i Catalogue of Life.